# Gouvernement Martins
Nabiam II Rui Barros III
Le gouvernement Martins est le gouvernement de Guinée-Bissau du 13 août au 20 décembre 2023.

## Historique

### Formation
Les élections législatives bissau-guinéennes de 2023 sont remportées par la coalition de la Plateforme de l'alliance inclusive-Terra Ranka (PAI-Terra Ranka) menée par le PAIGC qui arrive en tête et décroche la majorité absolue des sièges. Le Mouvement pour l'alternance démocratique G-15 (Madem G15) du président Umaro Sissoco Embaló arrive loin derrière en deuxième position. Le Madem G15 aurait souffert des luttes internes au parti ainsi que de l'incapacité du président à résoudre la chute des prix dans le secteur de la noix de cajou, dont la population tire une large part de ses revenus,. Le 28 juillet, Domingos Simões Pereira est élu président de l'Assemblée nationale populaire. Geraldo Martins est nommé Premier ministre le 7 août.
Le gouvernement se compose de 19 ministres et 15 secrétaires d'État. PAI-Terra Ranka possède 14 ministres et 10 secrétaires d'État, le PRS quatre ministres et trois secrétaires d'État, et le PTG un ministre et deux secrétaires d'État,,.

### Succession
Dans la nuit du 30 novembre au 1er décembre 2023, de nombreux troubles éclatent entre l'armée et des forces de sécurité qui font deux morts, troubles qualifiés de « tentative de coup d'État » par le président Embaló après son retour de la COP28 le 2 décembre 2023. En réponse, celui-ci dissout le parlement le 4 décembre 2023. Le 12 décembre 2023, Umaro Sissoco Embalo reconduit Geraldo Martins au poste de Premier ministre, puis le congédie et le remplace une semaine plus tard, le 20 décembre, par Rui Duarte de Barros.

## Composition
La composition est la suivante.
| Portefeuille                                                                                   | Titulaire | Titulaire                                             | Parti      |
| ---------------------------------------------------------------------------------------------- | --------- | ----------------------------------------------------- | ---------- |
| Premier ministre                                                                               |           | Geraldo Martins                                       | PAIGC      |
| Ministre de la Présidence du Conseil des ministres et des Affaires parlementaires              |           | Domingos Quadé                                        | PRS        |
| Ministre des Affaires étrangères, de la Coopération internationale et des Communautés          |           | Carlos Pinto Pereira                                  | PAIGC      |
| Ministre de l'Intérieur                                                                        |           | Adiato Djaló Nandigna (jusqu'au 05/12/2023)           | PAIGC      |
| Ministre de l'Intérieur                                                                        |           | Umaro Sissoco Embaló                                  | Madem G-15 |
| Ministre de la Défense nationale                                                               |           | Nicolau dos Santos (jusqu'au 05/12/2023)              | PRS        |
| Ministre de la Défense nationale                                                               |           | Umaro Sissoco Embaló                                  | Madem G-15 |
| Ministre de l'Économie et des Finances                                                         |           | Suleimane Seidi (jusqu'au 05/12/2023) Geraldo Martins | PAIGC      |
| Ministre de l'Administration territoriale et du Développement local                            |           | José António da Cruz Almeida                          | PAIGC      |
| Ministre de la Justice et des Droits de l'homme                                                |           | Albino Gomes                                          | PAIGC      |
| Ministre des Travaux publics, du Logement et de l'Urbanisme                                    |           | Ildefonso Duarte Pinto                                | PAIGC      |
| Ministre de l'Éducation nationale, de l'Enseignement supérieur et de la Recherche scientifique |           | Braima Sanha                                          | PAIGC      |
| Ministre de la Santé publique                                                                  |           | Domingos Malu                                         | PRS        |
| Ministre de l'Action sociale, de la Famille et de la Promotion de la femme                     |           | Cadi Seidi                                            | PAIGC      |
| Ministre de l'Agriculture, des Forêts et du Développement rural                                |           | Mamadu Saliu Lamba                                    | PTG        |
| Ministre de la Pêche et de l'Économie maritime                                                 |           | Dionísio do Reino Pereira                             | PAIGC      |
| Ministre des Transports et des Communications                                                  |           | José Carlos Esteves                                   | PAIGC      |
| Ministre des Ressources naturelles                                                             |           | Hotna Cufuk Na Doha                                   | PRS        |
| Ministre de l'Énergie et de l'Industrie                                                        |           | Isuf Balde                                            | PAIGC      |
| Ministre du Commerce                                                                           |           | Jamel João Handem                                     | UM         |
| Ministre de la Culture, de la Jeunesse et des Sports                                           |           | Indira Cabral Embaló                                  | PAIGC      |
| Secrétaire d'État au Budget et aux Affaires fiscales                                           |           | Augusto Menjour                                       | PRS        |
| Secrétaire d'État au Trésor                                                                    |           | António Monteiro                                      | PAIGC      |
| Secrétaire d'État au Plan et à l'Intégration régionale                                         |           | Mussubá Canté                                         | PAIGC      |
| Secrétaire d'État à l'ordre public                                                             |           | Marciano Indi                                         | PAIGC      |
| Secrétaire d'État à la Coopération internationale                                              |           | Ussumane Ianga                                        | PCD        |
| Secrétaire d'État aux Communautés                                                              |           | Maria Luísa Embaló                                    | PTG        |
| Secrétaire d'État chargée de la Gestion hospitalière                                           |           | Cadija Mané                                           | PAIGC      |
| Secrétaire d'État à l'Enseignement supérieur et à la Recherche scientifique                    |           | Hortência Francisco Cá                                | PRS        |
| Secrétaire d'État aux Combattants de la liberté de la patrie                                   |           | Valentina Mendes Djalo                                | PAIGC      |
| Secrétaire d'État au Tourisme                                                                  |           | Faustino Mamadu Saliu Djalo                           | PTG        |
| Secrétaire d'État chargé des Télécommunications et de l'Économie numérique                     |           | Gibril Mané                                           | PAIGC      |
| Secrétaire d'État à l'Environnement et à la Biodiversité                                       |           | António Samba Baldé                                   | PSD        |
| Secrétaire d'État à la Communication sociale                                                   |           | Francisco Muniro Conte                                | PAIGC      |
| Secrétaire d'État à la Jeunesse et aux Sports                                                  |           | Abas Embaló                                           | PRS        |
| Secrétaire d'État à la Gestion des actifs publics                                              |           | Edlill Jaime Barbosa Qatar                            | MDG        |